# 井下育恵
井下 育恵（いのした いくえ、1989年4月22日 -  ）は、テレビ大分およびテレビ大阪出身のフリーアナウンサー。

## 人物
愛媛県新居浜市の出身で、横浜国立大学へ進学。大学時代に全国25局のアナウンサー試験を受けたが不合格となり、大学卒業後の2012年に、報道記者兼契約アナウンサーとしてテレビ大分へ入社した。
テレビ大分時代には、大分市政担当の記者などを経て、『ゆ〜わくワイド&News』などの番組に報道記者兼キャスターとして出演。しかし、「アナウンサーとしてバラエティ番組に出る」という夢を実現すべく、2016年4月1日付でテレビ大阪に移籍した。
テレビ大阪では、有期雇用契約の下で、アナウンサーとしての活動に専念。実際には、2017年度に『ニュースリアルKANSAI』『金曜報道スペシャル』のキャスターを務めるなど、主に報道番組へ出演していた。
2018年3月31日付で、テレビ大阪との契約期間を満了したことを機に退社。契約期間中に結婚したことから、大分県内での生活を再開した。同年4月7日からは、「元・テレビ大分アナウンサー」 として、同局の『サタデーLIVE ハロー大分』へ出演。出演期間中に第1子を懐妊したため、2019年6月29日放送分で降板した。同年8月下旬に第1子を出産。
趣味は、おいしいものを食べること、海に潜ること（ダイバーライセンス取得が目標）、音楽を聴くこと、ピアノ・トランペット・サックス・ドラムを演奏）。

## 出演

### 過去の担当番組

#### テレビ大分アナウンサー時代
- ゆ〜わくワイド&News - キャスター

#### テレビ大阪アナウンサー時代
- おとな旅あるき旅（2016年7月2日 - ）[1] - 不定期で三田村邦彦と共にリポーターとして出演
- ニュースリアルKANSAI
- 金曜報道スペシャル（2017年4月7日 - ）[5]

以上の2番組では、2017年4月から12月中旬までサブキャスター、以降は2018年3月までMC（メインキャスター）を担当。
- ニュースリアルPLUS（不定期）
- かがくdeムチャミタス! - ナレーター
- from7ちゃん（番組宣伝番組） - 進行役
- 超安心!リスク大事典　身近な危険を回避せよ（2017年7月17日、テレビ大阪制作・ テレビ東京系列全国ネット番組） - 　いとうまい子・丸高愛実・菊地亜美と共にリポーターとして出演。
- 360度カメラを気になる所に置いてみた（2018年3月17日） - アシスタント。小籔千豊 MCの特番[6]

#### テレビ大分キャスター時代
- サタデーLIVE ハロー大分キャスター（2018年4月7日 - 2019年6月29日）

### CM
- 国道九四フェリー（2023年7月1日 - ）[注釈 2][注釈 3]